# Louis Morin (peintre)
Pour les articles homonymes, voir Louis Morin et Morin.
Louis de Gonzague Anne Optat Morin, né le 5 août 1855 à Paris et mort le 2 juin 1938 à Migennes, est un caricaturiste, illustrateur et peintre français.  Il signe également « Loys » ou « Loÿs ».

## Biographie
Né rue de Tournon, Louis Morin est le fils de Joseph Morin, propriétaire, et de Marie Gervaise Olympe Muray, qui le souhaitaient notaire.
Sa première contribution illustrée remonte à 1880, pour La Caricature.
En 1892, il organise en soirée au musée Grévin des spectacles d'ombres sur des thèmes variés, accompagnés par une musique de Gaston Paulin. Au Chat Noir il réalise pour le théâtre d'ombres, les dessins du Carnaval de Venise de Maurice Vaucaire.
De janvier 1900 à janvier 1901, il coordonne et illustre la Revue des quat' saisons pour l'éditeur Paul Ollendorff, produisant plus de 400 illustrations. À partir de novembre 1900, il contribue aux publications de l'éditeur et relieur Charles Meunier.
Il reçoit la médaille d'or à l'Exposition universelle de 1900 à Paris.
Il est le fondateur de la Société des dessinateurs humoristes en 1904 et réalise, en plus de son travail d'illustrateur, la peinture murale de la coupole du magasin du Printemps — détruite dans un incendie — des figures pour le spectacle du théâtre d'ombres du cabaret Le Chat noir et participe à L'Assiette au beurre, au Rire et au Le Figaro illustré, entre autres.
Son ami le caricaturiste ukrainien David Ossipovitch Widhopff lui a écrit des articles élogieux ; son trait est apprécié aussi par Gustave Kahn.
L'illustrateur Jacques Touchet a été son élève.
Il a vécu quelques années à Varennes-Jarcy, où il est recensé en 1906 et 1911. Il illustre ses livres : Le Cabaret du Puits-sans-vin, Les Amours de Gilles, L'Enfant Prodigue.
Il est également peintre de scènes de Montmartre, Venise, dans le style des mascarades de Willette, et réalise des peintures décoratives pour la villa de Jean Coquelin à Rueil-Malmaison. Il avait son atelier parisien rue Lepic.
Parrainé par Jules Chéret, il est nommé chevalier de la Légion d'honneur le 27 mai 1914.

## Ouvrages illustrés

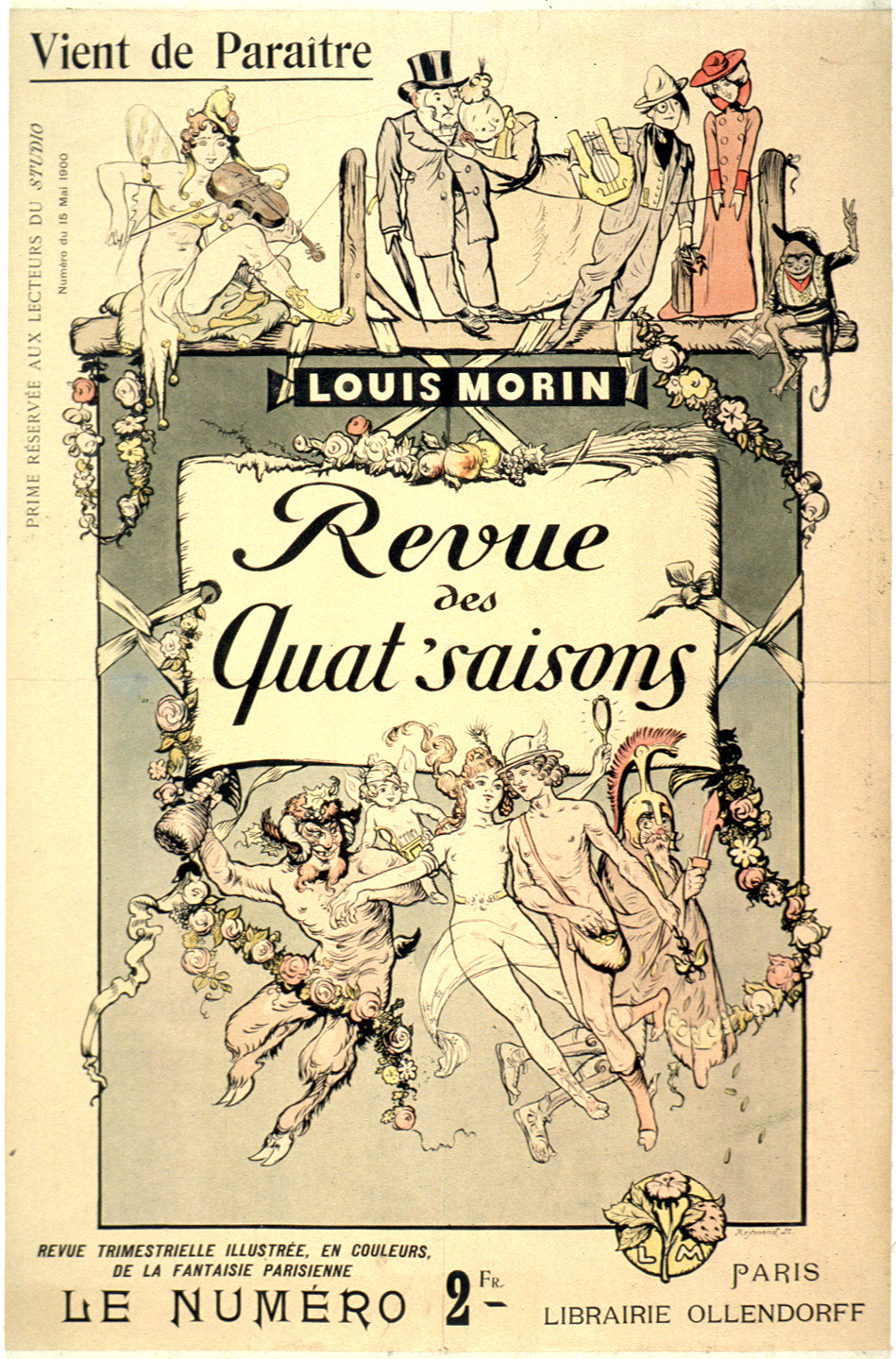
Affichette promotionnelle pour la Revue des quat' saisons, janvier 1900.

- Cabaret du Puits sans vin, Paris, La Librairie illustrée, 1885 ; réédition Charles Delagrave.
- Les Aventures de Piképikécomegram, d'Alexandre A., [1890].
- Histoire de Manon Lescaut de l'Abbé Prévost, illustrations gravées par A. Léveillé, Paris, Veuve Jousse, s.d. [vers 1890].
- Le Petit Chien de la marquise de Théophile Gautier, Librairie L. Conquet, 1893.
- Les Cousettes, 1895.
- Dimanches parisiens, 1898.
- Carnavals parisiens, Paris, Montgrédien & La Librairie illustrée, 1898.
- Grand'Mère avait des défauts.
- Trois Filles et Trois garçons de Maurice Montégut, Paris, Librairie Henri Floury, 1899, dessins en couleurs.
- Chansons légères de Jacques d'Adelswärd-Fersen, 1900.
- Fumées d'opium de Claude Farrère, Paris, Flammarion, 1919.
- Poésies de Jean de La Fontaine, Paris, Georges Briffaut, 1931.
- Les Contes de Schmid, Librairie Renouard Henri Laurens Éditeur, Paris, 1931

En 1901, deux cartes postales artistiques sont éditées dans la Collection des cent.